# Latimer Road (stanice metra v Londýně)
Latimer Road je stanice metra v Londýně, otevřená 16. prosince 1868. Tato stanice se objevila ve filmu Adulthood. Autobusové spojení zajišťují linky 295 a 316. Stanice se nachází v přepravní zóně 2 a leží na dvou linkách:
- Circle Line a Hammersmith & City Line mezi stanice Wood Lane a Ladbroke Grove.

| Rok  | Počet cestujících |
| ---- | ----------------- |
| 2011 | 1,70 mil          |
| 2012 | 1,91 mil          |
| 2013 | 2,19 mil          |
| 2014 | 2,39 mil          |